# 13679 Shinanogawa
13679 Shinanogawa è un asteroide della fascia principale. Scoperto nel 1997, presenta un'orbita caratterizzata da un semiasse maggiore pari a 2,5758301 au e da un'eccentricità di 0,0866200, inclinata di 14,84312° rispetto all'eclittica.
L'asteroide è dedicato al fiume Shinano, il più lungo del Giappone.